# شو چینگچوان
شو چینگچوان (انگلیسی: Shu Qingquan؛ زادهٔ ۳۰ مارس ۱۹۶۷) تیرانداز اهل چین بود. وی در بازی‌های المپیک تابستانی ۱۹۹۲ حضور داشته‌است.